# Hoher Stein (Rüthen)

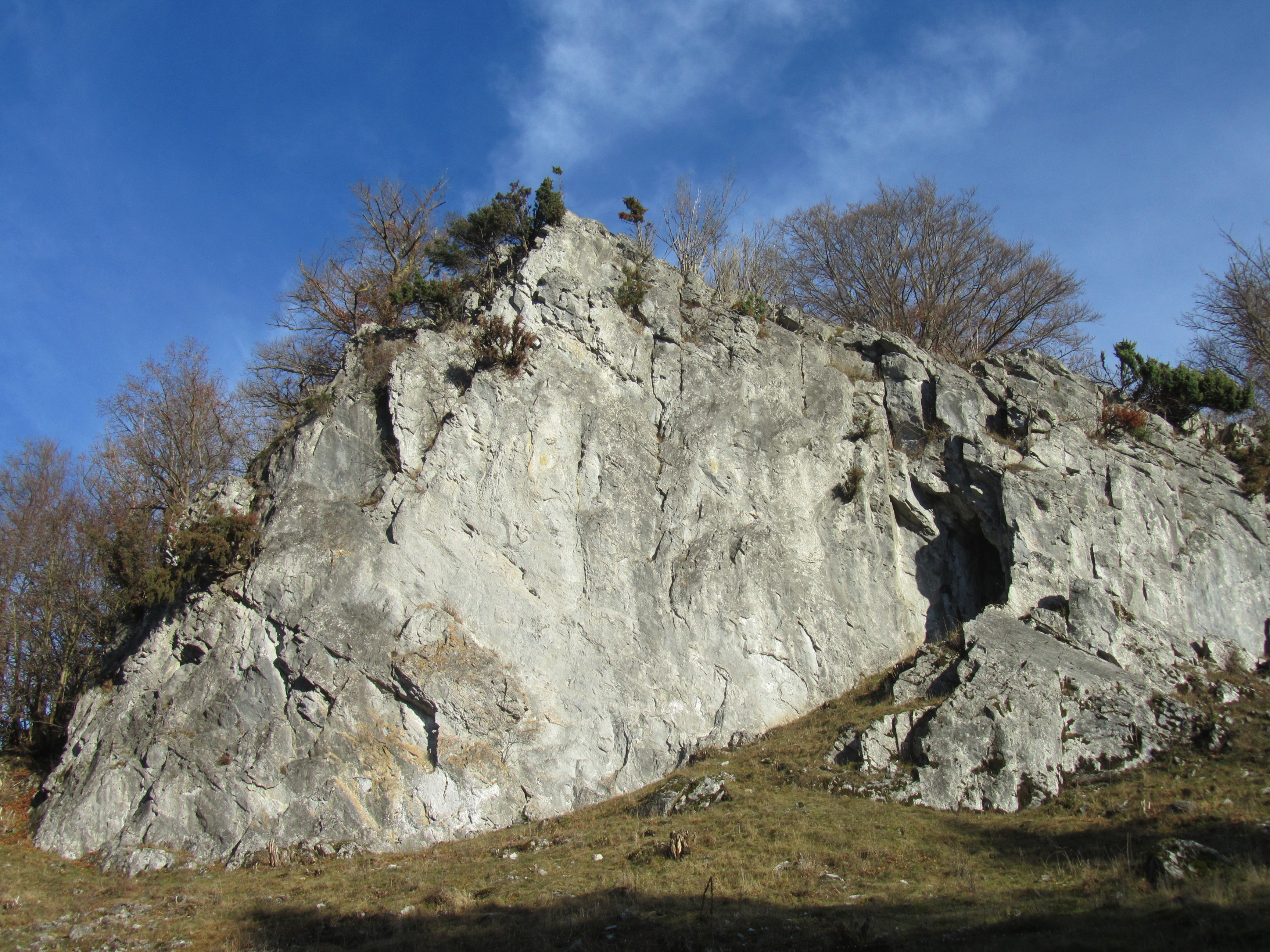
Hoher Stein im Herbst

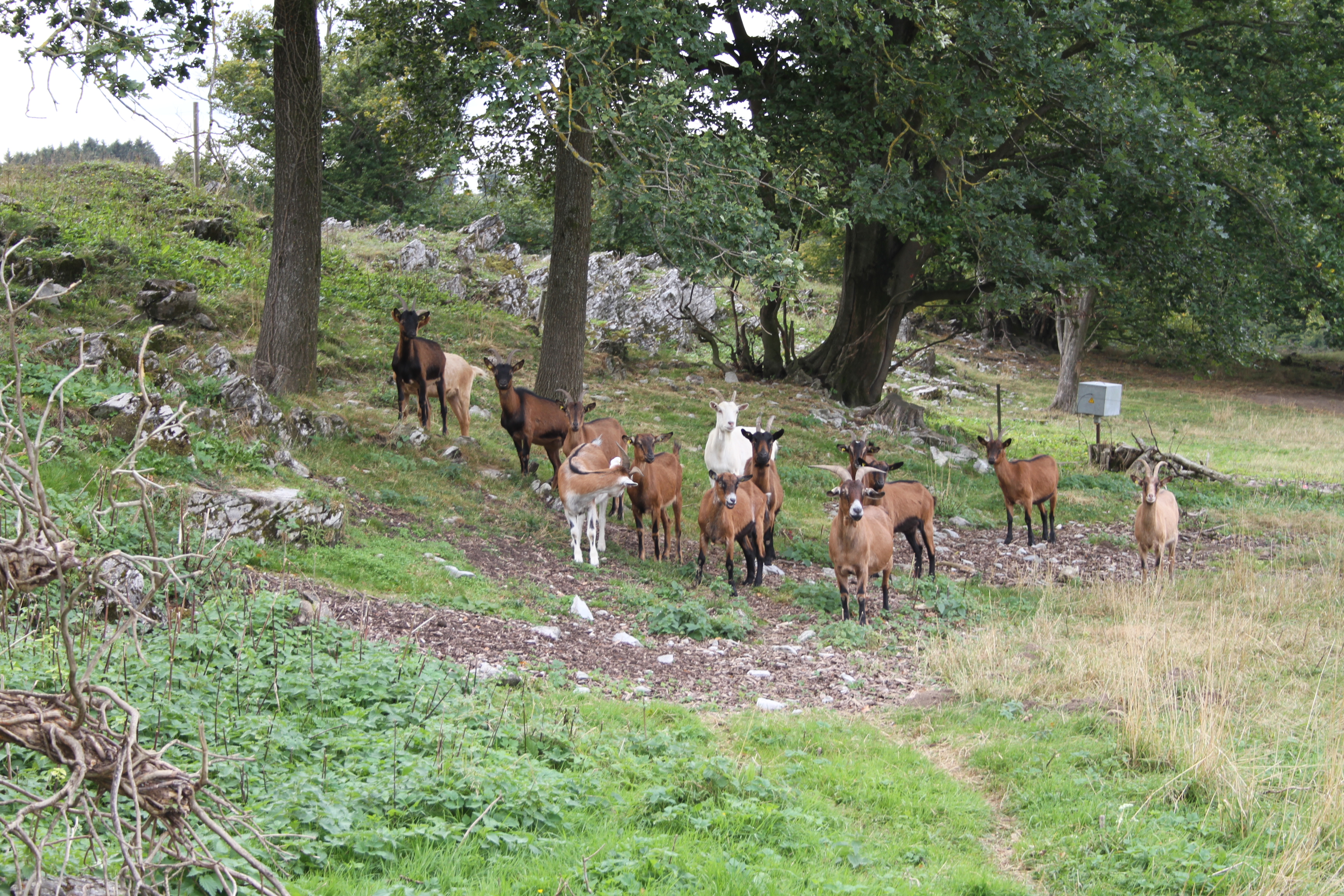
Ziegenbeweidung am Hohen Stein

Der Hohe Stein ist eine Felsformation am Lauf der Lörmecke südwestlich von Kallenhardt, einem Ortsteil von Rüthen, und eine Landmarke am Wanderweg entlang der Lörmecke. Er ist durch die Wanderwege A5 und A6 des Rundwanderwegesystems 13 erschlossen.
Die Klippe aus Kalkstein ist etwa 50 m hoch; ihr ist ein Schuttkegel vorgelagert.
Das Areal war aufgrund der Ziegenhude bis Mitte des 20. Jahrhunderts weniger gehölzreich. Die Ziegen zählten insbesondere zur Rasse Weiße Deutsche Edelziege. Zu den vertretenen Pflanzenarten zählen Schwalbenwurz, Gemeiner Wacholder, Stängellose Kratzdistel und Kreuzblümchen. Um den Lebensraum, der sich in dieser Kulturlandschaft gebildet hat, zu erhalten, wird der Hang am Hohen Stein seit 2006 wieder beweidet. Ziele sind die Reduzierung der Nährstoffressourcen und das Freihalten von Gehölzen.
Die Felsformation liegt im Naturschutz- und FFH-Gebiet Lörmecketal. In unmittelbarer Nähe befindet sich der Hohle Stein.